# Święty Mateusz i anioł (pierwsza wersja obrazu)
Święty Mateusz i anioł – pierwsza wersja ołtarzowego obrazu olejnego włoskiego artysty barokowego Caravaggia.
Cały cykl o św. Mateuszu został zamówiony przez kardynała Contarelli. Zakupił on kaplicę w kościele i zapragnął ozdobić ją obrazami poświęconymi swojemu patronowi. Zamysł nie został zrealizowany do końca z powodu jego śmierci i późniejszych procesów spadkowych.

## Opis obrazu
Obraz miał zawisnąć na ołtarzu kaplicy. Malarz dotrzymał terminu realizacji, lecz zleceniodawca nie przyjął płótna ze względu na zarzucaną mu niestosowność i wulgarność. Anioł wydaje się być zbyt poufały. Caravaggio przedstawił świętego Mateusza siedzącego na krześle, z trudem usiłującego pisać Ewangelię zwaną później Ewangelią Mateusza. Stojący obok anioł prowadzi rękę świętego i pomaga mu w pisaniu. Postać świętego jest potężna i muskularna, posturą przypomina prostego chłopa, z głową Sokratesa, z brodą i bosymi brudnymi stopami. Ma na sobie ubogie odzienie, przedramiona i łydki są nagie. Jedna z nóg Mateusza założona na drugą, zdaje się opuszczać płaszczyznę obrazu i wystawać na zewnątrz. Stojący obok anioł jest młodym, zniewieściałym chłopcem o drobnej posturze. Jego wygięte ciało przykrywa lekka półprzezroczysta tkanina, głowę ma odchyloną do tyłu. Caravaggio by ukazać ruch stwarza rozliczne związki kompozycyjne za pomocą przecinających się linii i zamyka scenę w kształcie czytelnego owalu, przerwanym jedynie wspaniałym udrapowaniem materii i lewym skrzydłem anioła.Kompozycja oświetlona jest silnym światłem pochodzącym z niewidocznego źródła umieszczonego z lewej strony. Tło jest ciemne, na fotografii niemal czarne. Posługujący się techniką światłocieniową malarz wydobył i wyolbrzymił toporną postać świętego, która kontrastuje z drobnym aniołem.

## Odrzucenie obrazu
Bliskość postaci nie spodobała się głównie kardynałowi del Monte i Crescenziemu, wykonawcy testamentu fundatora kaplicy Contarelliego, co spowodowało usunięcie obrazu z ołtarza. Caravaggio postanowił stworzyć drugie dzieło, tym razem zgodnie z upodobaniami mecenasów. Odrzucone płótno zakupił markiz Marchese Vincenzo Giustiniani. Prawdopodobnie zmieniono w tym czasie rozmiary płótna. W 1851 roku jego potomkowie sprzedali go do Kaiser-Friedrich Museum w Berlinie (Muzeum Cesarza Fryderyka, obecnie Muzeum Bodego). Zostało zniszczone w 1945 roku podczas II wojny światowej i znane jest jedynie z czarno-białej fotografii. Wiele dzieł Caravaggia musiało być przemalowane bądź znaleźć nowego nabywcę. Problem tkwił w tym, że o ile dramatyczna intensywność była doceniana, o tyle realizm przez niektórych był uznawany za wulgarny i tym samym nie do zaakceptowania.
- Renate Bergerhoff Caravaggio wyd. Arkady Warszawa 1971 s.28
- Waldemar Łysiak Malarstwo białego człowieka, wyd Nobilis, Warszawa 2010 ISBN 978-83-60297-38-4, s. 225